# Quasipaa yei
Espèce
Synonymes
- Paa yei Chen, Qu'& Jiang, 2002
- Nanorana yei (Chen, Qu'& Jiang, 2002)
- Yerana yei (Chen, Qu'& Jiang, 2002)

Statut de conservation UICN

 VU  : Vulnérable
Quasipaa yei est une espèce d'amphibiens de la famille des Dicroglossidae.

## Répartition
Cette espèce est endémique de Chine. Elle se rencontre au Anhui, au Hubei et au Henan.

## Étymologie
Cette espèce est nommée en l'honneur de Chang-yuan Ye.

## Publication originale
- Chen, Qu & Jiang, 2002 : A new species of the subgenus Paa (Feirana) from China. Herpetologica Sinica, vol. 9, p. 230.